# 10990 Okunev
10990 Okunev este un asteroid din centura principală de asteroizi.

## Descriere
10990 Okunev este un asteroid din centura principală de asteroizi. A fost descoperit pe 28 septembrie 1973 la Observatorul de Astrofizică din Crimeea de Nikolai Cernîh. El prezintă o orbită caracterizată de o semiaxă mare de 2,21 ua, o excentricitate de 0,20 și o înclinație de 6,2° în raport cu ecliptica.